# Коппельман, Брайан
Брайан Уильям Коппельман (англ. Brian William Koppelman; род. 1966) — американский кинематографист, эссеист, подкастер и музыкальный продюсер. Коппельман является сценаристом фильмов «Тринадцать друзей Оушена» и «Шулера», продюсером фильмов «Иллюзионист» и «Счастливчики» и режиссёром фильма «Сексоголик» и документального фильма «Это то, что они хотят» для ESPN как часть их сериала «30 событий за 30 лет».

## Ранняя жизнь и образование
Коппельман родился в 1966 году в Рослин-Харборе, в еврейской семье. Родители: Бренда («Банни») и Чарльз Коппельман (продюсер и медиаменеджер). Брайан окончил Университет Тафтса и юридический факультет Фордхэмского университета.

## Карьера
Будучи подростком, он сначала начал управлять местными группами на Лонг-Айленде. Он также курировал группы в местных ночных клубах. Через бронирующие документы он вступил в контакт с Эдди Мёрфи и помог организовать ему первый контракт. Будучи студентом Университета Тафтса, он вышел на певицу и автора песен Трейси Чэпмен и стал исполнительным продюсером её первого альбома. Затем он попал в компанию Giant Record через её президента Ирвинга Азоффа. За свою карьеру Коппельман был представителем A&R для музыкальных лейблов Elektra Records, Giant Records, SBK Records и EMI Records.

### Кино
В 1997 году Коппельман написал оригинальный сценарий к фильму «Шулера» вместе со своим партнёром-сценаристом, Дэвидом Левиным. Коппельман описал свой подход к написанию сценариев: в его команде должно быть только одно правило — никаких видео-игр в офисе. В 2001 году, Коппельман стал сценаристом, продюсером и режиссёром своего первого фильма, «Вышибалы», которому кинокритик Роджер Эберт дал три звезды из четырёх. С тех пор Коппельман проработал над десятками фильмов, что включает в себя сценарий к фильму «Тринадцать друзей Оушена» и режиссура документального фильма «Это то, что они хотят», который входит в сериал «30 событий за 30 лет» канала ESPN.
В 2009 году Коппельман стал сорежиссёром фильма «Сексоголик», где главную роль исполнил Майкл Дуглас. Фильм попал в список "Лучших фильмов конца года" Э. О. Скотта из «The New York Times», список "Лучших фильмов конца года" Роджера Эберта, а также получил "Свежий" рейтинг 81% на сайте Rotten Tomatoes.
С 2011 года Коппельман был участником и эссеистом на Grantland.com, сайте, посвящённому спорту и поп-культуре. Кроме того, с марта 2014 года Коппельман был ведущим еженедельного подкаста «Момент» на ESPN Radio.
В октябре 2013 года Коппельману уделили значительное внимание средства массовой информации после выпуска серии видео на платформе Vine, где он даёт советы по написанию сценариев за шесть секунд или меньше, которая называется «Уроки сценарного мастерства за шесть секунд».

### Телевидение
Драматический сериал канала Showtime «Миллиарды», созданный Коппельманом в 2016 году вместе с обозревателем «The New York Times» Эндрю Россом Соркиным и его партнёром-сценаристом Дэвидом Левиным, главные роли в котором исполнили Пол Джаматти и Дэмиэн Льюис, получил сильные отзывы.

## Награды и признание
В 2013 году, Университет Тафтса присвоил Коппельману премию Ф. Т. Барнума за успех в медиа/искусстве. В 2014 году Коппельман выиграл премию «Эмми» за документальный фильм «30 событий за 30 лет».

## Личная жизнь
В 1992 году Коппельман женился на писательнице Эми Ливайн. Церемония проходила в Центральной синагоге на Манхэттене. Его сестрой является Дженнифер Коппельман Хатт, ведущая шоу «Справедливая Дженни» на Sirius Satelite Radio. Что касается религии, Коппельман позиционирует себя как культурного еврея, однако, с философской точки зрения, считает себя атеистом. Коппельман также является фанатом «Нью-Йорк Никс», «Нью-Йорк Джетс» и «Нью-Йорк Янкис».

## Фильмография

### Кино
- Шулера / Rounders (1998), сценарист[3]
- Вышибалы / Knockaround Guys (2001), режиссёр, сценарист, продюсер[25]
- Интервью с убийцей / Interview with the Assassin (2002), продюсер[26]
- Вердикт за деньги / Runaway Jury (2003), сценарист[27]
- Широко шагая / Walking Tall (2004), сценарист[28]
- Иллюзионист / The Illusionist (2006), продюсер[29]
- Тринадцать друзей Оушена / Ocean's Thirteen (2007), сценарист[30]
- Счастливчики / The Lucky Ones (2008), продюсер[31]
- Сексоголик / Solitary Man (2009), режиссёр, сценарист[32][33]
- Девушка по вызову / The Girlfriend Experience (2009), сценарист[34]
- Va-банк / Runner Runner (2013), сценарист[35]

### Телевидение
- Адвокат / The Street Lawyer (2003), продюсер[36]
- Тилт / Tilt (2005), режиссёр, сценарист, продюсер[3][37]
- Это то, что они хотят / This Is What They Want (2013), режиссёр
- Миллиарды / Billions (2016), сосоздатель